# Wuppertaler Sport-Verein 1975-1976
Questa voce raccoglie le informazioni riguardanti il Wuppertaler Sport-Verein nelle competizioni ufficiali della stagione 1975-1976.

## Stagione
Nella stagione 1975-1976 il Wuppertal, allenato da Diethelm Ferner, concluse il campionato di 2. Bundesliga al 5º posto. In Coppa di Germania il Wuppertal fu eliminato al secondo turno dal Preußen Münster.

## Rosa
| N. |                     | Ruolo | Calciatore              |
| -- | ------------------- | ----- | ----------------------- |
|    | Germania (bandiera) | P     | Manfred Müller          |
|    | Germania (bandiera) | P     | Fritz Stefens           |
|    | Germania (bandiera) | D     | Lothar Dupke            |
|    | Germania (bandiera) | D     | Reinhold Fanz           |
|    | Germania (bandiera) | D     | Dirk Fiala              |
|    | Germania (bandiera) | D     | Jürgen-Michael Galbierz |
|    | Germania (bandiera) | D     | Wolfgang Keuken         |
|    | Germania (bandiera) | D     | Gerhard Pecl            |
|    | Serbia (bandiera)   | C     | Dušan Andrić            |
|    | Germania (bandiera) | C     | Hans-Jürgen Baake       |
|    | Germania (bandiera) | C     | Jürgen Berghaus         |

| N. |                     | Ruolo | Calciatore       |
| -- | ------------------- | ----- | ---------------- |
|    | Germania (bandiera) | C     | Rainer Budde     |
|    | Germania (bandiera) | C     | Bernhard Hermes  |
|    | Germania (bandiera) | C     | Theo Homann      |
|    | Germania (bandiera) | C     | Georg Jung       |
|    | Germania (bandiera) | A     | Lothar Angermund |
|    | Germania (bandiera) | A     | Franz Gerber     |
|    | Germania (bandiera) | A     | Reiner Geweke    |
|    | Germania (bandiera) | A     | Willi Götz       |
|    | Germania (bandiera) | A     | Helmut Lausen    |
|    | Germania (bandiera) | A     | Günter Pröpper   |
|    | Germania (bandiera) | A     | Peter Redder     |

## Organigramma societario
Area tecnica
- Allenatore: Diethelm Ferner
- Allenatore in seconda:
- Preparatore dei portieri:
- Preparatori atletici:

## Calciomercato

### Sessione estiva
| Acquisti | Acquisti      | Acquisti              | Acquisti |
| R.       | Nome          | da                    | Modalità |
| -------- | ------------- | --------------------- | -------- |
| C        | Rainer Budde  | Schalke 04            |          |
| D        | Reinhold Fanz | Heilbronn             |          |
| A        | Willi Götz    | Olympia Wilhelmshaven |          |
| P        | Fritz Stefens | Mülheim               |          |

| Cessioni | Cessioni       | Cessioni         | Cessioni |
| R.       | Nome           | a                | Modalità |
| -------- | -------------- | ---------------- | -------- |
| D        | Manfred Cremer | Saarbrücken      |          |
| P        | Ulrich Gelhard | Waldhof Mannheim |          |
| A        | Gustav Jung    | Karlsruhe        |          |
| D        | Erich Miß      | Bochum           |          |
| A        | Antal Nagy     | Sant Andreu      |          |
| C        | Herbert Stöckl | San Gallo        |          |
| A        | Detlef Webers  | Eupen            |          |

### Sessione invernale
| Acquisti | Acquisti | Acquisti | Acquisti |
| R.       | Nome     | da       | Modalità |
| -------- | -------- | -------- | -------- |

| Cessioni | Cessioni | Cessioni | Cessioni |
| R.       | Nome     | a        | Modalità |
| -------- | -------- | -------- | -------- |

## Risultati

### 2. Bundesliga

#### Girone di andata
| Arbitro: | Niemann |

|                                    |           |             |
| Pröpper 57’ (rig.), 88’ Hermes 77’ | Marcatori | 16’ Liedtke |

| Arbitro: | Redelfs |

|                              |           |            |
| Siegmann 49’ Stolzenburg 50’ | Marcatori | 9’ Pröpper |

| Arbitro: | Kaiser |

|                 |           |                                   |
| Wolf 32’ (rig.) | Marcatori | 5’, 70’ Gerber 76’ (rig.) Pröpper |

| Arbitro: | Halfter |

|                    |           |           |
| Pröpper 63’ (rig.) | Marcatori | 85’ Jonas |

| Arbitro: | Waltert |

|               |           |           |
| Kucharski 14’ | Marcatori | 33’ Budde |

| Arbitro: | Kindervater |

|  |           |                              |
|  | Marcatori | 21’, 28’ Geyer 85’ Nerlinger |

| Arbitro: | Eschweiler |

|                         |           |                             |
| Grede 13’ Babington 51’ | Marcatori | 8’ Budde 71’ (rig.) Pröpper |

| Arbitro: | Wippker |

|                               |           |                |
| Götz 48’, 68’, 79’ Geweke 89’ | Marcatori | 90’ Rummenigge |

| Arbitro: | Hanschke |

|  |           |                           |
|  | Marcatori | 56’, 67’, 73’, 74’ Gerber |

| Arbitro: | Kohnen |

|                               |           |  |
| Angermund 45’ Gerber 57’, 75’ | Marcatori |  |

| Arbitro: | Gabriel |

|              |           |                                |
| Schwarze 74’ | Marcatori | 8’ Fanz 33’, 89’ Götz 44’ Jung |

| Arbitro: | Heymann |

|                           |           |  |
| Gerber 14’, 73’ Dupke 72’ | Marcatori |  |

| Arbitro: | Sommershoff |

|                   |           |                    |
| Gerber 53’ (aut.) | Marcatori | 32’ (rig.) Pröpper |

| Arbitro: | Risse |

|                                                  |           |  |
| Gerber 1’ Götz 2’ Budde 24’ Baake 32’ Lausen 72’ | Marcatori |  |

| Arbitro: | Hövel |

|            |           |            |
| Posner 72’ | Marcatori | 88’ Gerber |

| Arbitro: | Reichmann |

|                         |           |                               |
| Gerber 38’ Berghaus 57’ | Marcatori | 63’ (aut.) Redder 72’ Hörster |

| Arbitro: | Rieb |

|                                           |           |                     |
| Kacmierczak 25’ (rig.) Abel 39’, 42’, 84’ | Marcatori | 19’ Gerber 82’ Götz |

| Arbitro: | Eschweiler |

|           |           |                                       |
| Budde 29’ | Marcatori | 31’ Balke 50’, 72’ Peitsch 81’ Lienen |

| Arbitro: | Jensen |

|                                             |           |  |
| Mühlenberg 19’, 66’ Schock 26’ Nordmann 49’ | Marcatori |  |

#### Girone di ritorno
| Arbitro: | Kaiser |

|          |           |               |
| Bien 31’ | Marcatori | 54’, 90’ Götz |

| Arbitro: | Basedow |

|            |           |                                          |
| Gerber 67’ | Marcatori | 16’, 52’ Bittlmayer 77’, 79’ Stolzenburg |

| Arbitro: | Zuchantke |

|                                      |           |          |
| Pröpper 14’ Angermund 73’ Gerber 90’ | Marcatori | 35’ Wolf |

| Mülheim an der Ruhr 15 febbraio 1976, ore 15:00 CET 23ª giornata | Mülheim-Styrum | 0 – 0 referto | Wuppertal | Ruhrstadion (2 000 spett.)\| Arbitro: \| Lutz \| |
| Arbitro:                                                         | Lutz           |               |           |                                                  |

| Arbitro: | Schütte |

|                    |           |                            |
| Dupke 58’ Fanz 77’ | Marcatori | 18’ Stollwerk 40’ Baumanns |

| Arbitro: | Rieb |

|                         |           |           |
| Kasperski 45’ Geyer 84’ | Marcatori | 8’ Lausen |

| Arbitro: | Porta |

|                      |           |  |
| Baake 58’ Redder 64’ | Marcatori |  |

| Arbitro: | Raabe |

|  |           |                                                          |
|  | Marcatori | 10’ Redder 55’ Baake 63’ Berghaus 80’ Pröpper 88’ Gerber |

| Arbitro: | Wichmann |

|  |           |                 |
|  | Marcatori | 51’ Bauerkämper |

| Arbitro: | Sommershoff |

|  |           |            |
|  | Marcatori | 48’ Hermes |

| Arbitro: | Lüling |

|                           |           |  |
| Götz 37’ Budde 61’ (rig.) | Marcatori |  |

| Arbitro: | Milkert |

|               |           |          |
| Lehr 50’, 69’ | Marcatori | 86’ Fanz |

| Arbitro: | Porta |

|  |           |         |
|  | Marcatori | 8’ Blau |

| Arbitro: | Gabor |

|                     |           |                                              |
| Neumann 65’ Box 74’ | Marcatori | 4’ Redder 24’, 76’ Gerber 89’ (rig.) Pröpper |

| Arbitro: | Fork |

|                      |           |  |
| Pröpper 30’ Götz 84’ | Marcatori |  |

| Arbitro: | Risse |

|               |           |                     |
| Bals 59’, 83’ | Marcatori | 3’ Budde 87’ Lausen |

| Arbitro: | Sommershoff |

|                      |           |              |
| Lausen 27’ Budde 47’ | Marcatori | 55’ Petrović |

| Arbitro: | Raabe |

|                                       |           |           |
| Peitsch 21’ (rig.) Lienen 28’ Hey 51’ | Marcatori | 89’ Baake |

| Arbitro: | Fork |

|                                     |           |                          |
| Pröpper 16’ Budde 50’, 53’ Götz 84’ | Marcatori | 32’ Wohlgemuth 86’ Greif |

### Coppa di Germania
| Arbitro: | Rieb |

|                                          |           |  |
| Gerber 22’ Lausen 40’ Pröpper 43’ (rig.) | Marcatori |  |

| Arbitro: | Wippker |

|          |           |  |
| Blau 69’ | Marcatori |  |

## Statistiche

### Statistiche di squadra
| Competizione      | Punti | In casa | In casa | In casa | In casa | In casa | In casa | In trasferta | In trasferta | In trasferta | In trasferta | In trasferta | In trasferta | Totale | Totale | Totale | Totale | Totale | Totale | DR  |
| Competizione      | Punti | G       | V       | N       | P       | Gf      | Gs      | G            | V            | N            | P            | Gf           | Gs           | G      | V      | N      | P      | Gf     | Gs     | DR  |
| ----------------- | ----- | ------- | ------- | ------- | ------- | ------- | ------- | ------------ | ------------ | ------------ | ------------ | ------------ | ------------ | ------ | ------ | ------ | ------ | ------ | ------ | --- |
| 2. Bundesliga     | 45    | 19      | 11      | 3       | 5       | 40      | 24      | 19           | 7            | 6            | 6            | 36           | 29           | 38     | 18     | 9      | 11     | 76     | 53     | +23 |
| Coppa di Germania | -     | 1       | 1       | 0       | 0       | 3       | 0       | 1            | 0            | 0            | 1            | 0            | 1            | 2      | 1      | 0      | 1      | 3      | 1      | +2  |
| Totale            | 45    | 20      | 12      | 3       | 5       | 43      | 24      | 20           | 7            | 6            | 7            | 36           | 30           | 40     | 19     | 9      | 12     | 79     | 54     | +25 |

### Andamento in campionato
| Giornata  | 1 | 2 | 3 | 4 | 5 | 6  | 7  | 8 | 9 | 10 | 11 | 12 | 13 | 14 | 15 | 16 | 17 | 18 | 19 | 20 | 21 | 22 | 23 | 24 | 25 | 26 | 27 | 28 | 29 | 30 | 31 | 32 | 33 | 34 | 35 | 36 | 37 | 38 |
| --------- | - | - | - | - | - | -- | -- | - | - | -- | -- | -- | -- | -- | -- | -- | -- | -- | -- | -- | -- | -- | -- | -- | -- | -- | -- | -- | -- | -- | -- | -- | -- | -- | -- | -- | -- | -- |
| Luogo     | C | T | T | C | T | C  | T  | C | T | C  | T  | C  | T  | C  | T  | C  | T  | C  | T  | T  | C  | C  | T  | C  | T  | C  | T  | C  | T  | C  | T  | C  | T  | C  | T  | C  | T  | C  |
| Risultato | V | P | V | N | N | P  | N  | V | V | V  | V  | V  | N  | V  | N  | N  | P  | P  | P  | V  | P  | V  | N  | N  | P  | V  | V  | P  | V  | V  | P  | P  | V  | V  | N  | V  | P  | V  |
| Posizione | 5 | 8 | 8 | 5 | 6 | 11 | 12 | 8 | 7 | 5  | 4  | 3  | 5  | 4  | 3  | 3  | 5  | 6  | 6  | 6  | 6  | 6  | 7  | 7  | 7  | 8  | 8  | 8  | 8  | 8  | 8  | 8  | 8  | 7  | 7  | 6  | 7  | 5  |

Legenda:

Luogo: C = Casa; T = Trasferta. Risultato: V = Vittoria; N = Pareggio; P = Sconfitta.

### Statistiche dei giocatori
| Giocatore    | 2. Bundesliga | 2. Bundesliga | 2. Bundesliga | 2. Bundesliga | Coppa di Germania | Coppa di Germania | Coppa di Germania | Coppa di Germania | Totale   | Totale | Totale      | Totale     |
| Giocatore    | Presenze      | Reti          | Ammonizioni   | Espulsioni    | Presenze          | Reti              | Ammonizioni       | Espulsioni        | Presenze | Reti   | Ammonizioni | Espulsioni |
| ------------ | ------------- | ------------- | ------------- | ------------- | ----------------- | ----------------- | ----------------- | ----------------- | -------- | ------ | ----------- | ---------- |
| D. Andrić    | 4             | 0             | 1             | 0             | 2                 | 0                 | 0                 | 0                 | 6        | 0      | 1           | 0          |
| L. Angermund | 20            | 2             | 2             | 0             | 1                 | 0                 | 0                 | 0                 | 21       | 2      | 2           | 0          |
| H. Baake     | 38            | 4             | 2             | 0             | 2                 | 0                 | 0                 | 0                 | 40       | 4      | 2           | 0          |
| J. Berghaus  | 20            | 2             | 0             | 0             | 0                 | 0                 | 0                 | 0                 | 20       | 2      | 0           | 0          |
| R. Budde     | 32            | 9             | 1             | 0             | 1                 | 0                 | 0                 | 0                 | 33       | 9      | 1           | 0          |
| L. Dupke     | 35            | 2             | 2             | 0             | 2                 | 0                 | 0                 | 0                 | 37       | 2      | 2           | 0          |
| R. Fanz      | 37            | 3             | 6             | 0             | 2                 | 0                 | 0                 | 0                 | 39       | 3      | 6           | 0          |
| D. Fiala     | 0             | 0             | 0             | 0             | 0                 | 0                 | 0                 | 0                 | 0        | 0      | 0           | 0          |
| J. Galbierz  | 2             | 0             | 0             | 0             | 0                 | 0                 | 0                 | 0                 | 2        | 0      | 0           | 0          |
| F. Gerber    | 32            | 19            | 0             | 0             | 2                 | 1                 | 0                 | 0                 | 34       | 20     | 0           | 0          |
| R. Geweke    | 11            | 1             | 0             | 0             | 0                 | 0                 | 0                 | 0                 | 11       | 1      | 0           | 0          |
| W. Götz      | 33            | 12            | 4             | 0             | 2                 | 0                 | 0                 | 0                 | 35       | 12     | 4           | 0          |
| B. Hermes    | 37            | 2             | 2             | 0             | 2                 | 0                 | 1                 | 0                 | 39       | 2      | 3           | 0          |
| T. Homann    | 4             | 0             | 1             | 0             | 0                 | 0                 | 0                 | 0                 | 4        | 0      | 1           | 0          |
| G. Jung      | 27            | 1             | 1             | 0             | 2                 | 0                 | 0                 | 0                 | 29       | 1      | 1           | 0          |
| W. Keuken    | 0             | 0             | 0             | 0             | 0                 | 0                 | 0                 | 0                 | 0        | 0      | 0           | 0          |
| H. Lausen    | 35            | 4             | 3             | 0             | 2                 | 1                 | 0                 | 0                 | 37       | 5      | 3           | 0          |
| M. Müller    | 34            | 0             | 2             | 0             | 1                 | 0                 | 0                 | 0                 | 35       | 0      | 2           | 0          |
| G. Pecl      | 5             | 0             | 0             | 0             | 0                 | 0                 | 0                 | 0                 | 5        | 0      | 0           | 0          |
| G. Pröpper   | 34            | 12            | 0             | 0             | 2                 | 1                 | 0                 | 0                 | 36       | 13     | 0           | 0          |
| P. Redder    | 26            | 3             | 1             | 0             | 2                 | 0                 | 0                 | 0                 | 28       | 3      | 1           | 0          |
| F. Stefens   | 7             | 0             | 0             | 0             | 1                 | 0                 | 0                 | 0                 | 8        | 0      | 0           | 0          |